# جیمز کرنر
جیمز کرنر یا جیمز کورنر (به انگلیسی: James Corner) معمار منظر و تئوریسین متولد انگلیس می‌باشد که بر روی «توسعه رویکردهای نوآورانه در طراحی معماری و شهرسازی منظرگرایانه» تحقیقاتی انجام داده‌است.

## تألیفات
- Taking measures across the American landscape
- Recovering Landscape: Essays in Contemporary Landscape Theory
- Michel Desvigne - Natures Intermdiaires
- Designs on the Land: Exploring America from the Air
- Landscape Urbanism: A Manual for the Machinic Landscape